# Seznam filmů o country
Tento seznam shromažďuje filmy pojednávající o country, historii country či obecně filmy s country tematikou.

## Filmy
- Nashville (1975)
- Cesta ke slávě (1976), originální název: Bound for Glory
- První dáma country music (1980), originální název: Coal Miner's Daughter
- Znovu na cestě (1980), originální název: Honeysuckle Rose
- The Night the Lights Went Out in Georgia (1981)
- Honky Tonk Man (1982), originální název: Honkytonk Man
- Tender Mercies (1983)
- Kočičí zlato (1984), originální název: Rhinestone
- Písničkář (1984), originální název: Songwriter
- Sladké sny (1985), originální název: Sweet Dreams
- Pure Country (1992)
- Věc zvaná láska (1993), originální název: The Thing Called Love
- Bratříčku, kde jsi? (2000), originální název: O Brother, Where Art Thou?
- Walk the Line (2005)
- Zbořené mosty (2006), originální název: Broken Bridges
- Zítra nehrajeme! (2006), originální název: A Prairie Home Companion
- Crazy Heart (2009)
- Síla country (2010), originální název: Country Strong

## Dokumenty
- Heartworn Highways (1976)
- The Slim Dusty Movie (1984)
- Woody Guthrie: Hard Travelin' (1984)
- A Vision Shared: A Tribute to Woody Guthrie and Leadbelly (1988)
- Be Here to Love Me: A Film About Townes Van Zandt (2004)
- The Wild and Wonderful Whites of West Virginia (2009)